# Langues durubaliques
 (janvier 2016).
Améliorez-le ou discutez des points à vérifier. 
Les langues durubaliques sont une petite famille de langues aborigènes, du Queensland, éteintes.

## Variétés
Bowern (2011) recense cinq langues duburaliques : 
- Turrubal (Turubul) et Yagara (Jagara)
- Jandai (Janday)
- Nukunul (Nunungal, Moonjan)
- Gowar (Guwar)